# Brădești (Dolj)
Brădeşti è un comune della Romania di 4586 abitanti, ubicato nel distretto di Dolj, nella regione storica dell'Oltenia.
Il comune è formato dall'unione di 6 villaggi: Brădești, Brădeștii Bătrâni, Meteu, Piscani, Răcarii de Jos, Tatomirești.